# Greatest Flix
Greatest Flix — перша відеозбірка британського рок-гурту «Queen», яка вийшла на VHS і Laserdisc. До неї увійшла більшість відеокліпів гурту, знятих на момент виходу відео, починаючи з альбому «A Night at the Opera». Відеокліп до пісні «Killer Queen» складається з фотографій музикантів і короткої інформації про них, таке відео було створене у 1981 році.
Деякі кліпи були вкорочені щоб пісні плавно переходили з однієї в іншу. Титри йшли після всіх кліпів.

## Список відеокліпів
1. «Killer Queen» — 3:12
2. «Bohemian Rhapsody» — 5:49
3. «You're My Best Friend» — 2:49
4. «Somebody to Love» — 4:43
5. «Tie Your Mother Down» — 3:30
6. «We Are the Champions» — 2:53
7. «We Will Rock You» — 2:00
8. «We Will Rock You (live)» (швидка версія) — 2:24
9. «Spread Your Wings» — 3:55
10. «Bicycle Race» — 2:56
11. «Fat Bottomed Girls» — 3:04
12. «Don't Stop Me Now» — 3:26
13. «Love of My Life (live)» — 3:13
14. «Crazy Little Thing Called Love» — 2:30
15. «Save Me» — 3:43
16. «Play the Game» — 3:43
17. «Another One Bites the Dust» — 3:31
18. «Flash» — 2:32